# يومبي ويليام
ريتشارد لوي يومبي ويليام (ولد في 18 يونيو 1981 في بافوسام ) هو لاعب كرة قدم كاميروني متقاعد لعب سابقًا مع ريتشموند كيكرز .

## المسيرة المهنية
حضر ويليام المدرسة الثانوية في ليسي كلاسيك بافوسام في الكاميرون، ولعب كرة القدم لنادي فوت ستار، ودرس في جامعة أوشانغ، قبل أن ينتقل إلى الولايات المتحدة في عام 2005 لحضور ولعب كرة القدم الجامعية في جامعة أولد دومينيون . في حياته المهنية في أولد دومينيون، سجل ويليام هدفًا واحدًا ومساعدًا واحدًا، مع إجمالي تسديداته 10 ضربات.
خلال سنوات دراسته الجامعية، لعب ويليام أيضًا في دوري تطوير الدوري الأمريكي الممتاز مع هامبتون رودز بيرانهاس .
تمت صياغة ويليام بالاختيار العام الثالث والعشرين في مسابقة ملس سوبر درافات لعام 2008 من قبل كنساس سيتي ويزارد ووقع عقدًا تنمويًا قبل الانتقال إلى جزر بورتوريكو وقت لاحق من ذلك العام.
بقي يومبي مع ريتشموند لموسمي 2010 و 2011 وكان مدافعًا عن المتأهلين للتصفيات النهائية والفريق الأول في كل المواسم. وقع مع النادي على عقد لموسم 2012 في 1 سبتمبر 2011.

## الانجازات
- USL all team 2009 / أفضل مدافع
- USL all team 2010 / مدافع العام النهائي
- USL all team 2011 / مدافع النهائي
- USL all team 2012 / أفضل مدافع في النهائي
- USL all team 2013 / المدافع عن نهائي العام
- USL all team 2014 / مدافع النهائي.
- أبطال الدوري الأمريكي - الدرجة الثانية (1): 2009

## روابط خارجية
- يومبي ويليام على موقع الدوري الأمريكي (الإنجليزية)
- يومبي ويليام على موقع قاعدة بيانات كرة القدم.إي يو (الإنجليزية)